# Orosz Ernő
Orosz Ernő (Vásárút, 1869. április 8. – Gyöngyös, 1949. február 1.) levéltáros, genealógiai író. Heves vármegye levéltárnoka, alispáni előadó.

## Élete
Szülei Orosz Simon községi jegyző és Kund Kamilla voltak. Hét testvére mellett ő volt a legidősebb. 1896. július 30-án állt Heves vármegye szolgálatába levéltárnokként az ekkor a  belügyminisztérium felügyelete alatt álló megyei levéltárban. Heves vármegye nemesi családjainak genealógiájával foglalkozott. A megyei levéltárban elkészítette az 1848 előtti közgyűlési anyag leltárát, a nemeslevelek jegyzékét, a megyei tisztviselők névsorát (mely a későbbi archontológiai kutatásokat könnyítette meg), a térképek, céhlevelek, végrendeletek lajstromait. Heraldikai és genealógiai munkássága a legjelentősebb. A címerleírások tömörítésével példát mutatott egy modern, szerkezeti alapokon álló címerleírási (és egy axiomatikus szemléletű heraldikai) rendszer létrehozása felé is. Eredményeit folyamatosan publikálta a Turul hasábjain.
A hevesi alispán 1898. január 27-én IV-404/a/45 428/1898 szám alatt hatósági bizonyítványt adott ki számára a célból, hogy pályázhasson az országos levéltár egyik megüresedett állására, de pályázata sikertelen maradt.
Feleségül vette Szilaveczky Ilonát (sz.: Bernecze, 1873. augusztus 3.), akivel két fiuk született, mindkettő Egerben: 1896-ban Kázmér Lajos, és 1909. április 27-én Ernő Lajos.
Valamikor 1911 után Gyöngyös város szolgálatába került. 1912-ben Gyöngyös város képviselőtestülete főkönyvelővé választotta meg. 1917-ben Gyöngyös város Isaák Gyula alispán elnöklete alatt részleges tisztújító közgyűlést tartott, amely alkalommal Orosz Ernő levéltárnokot tanácsnokká választották, majd polgármester-helyettessé. E tisztséget 1920-tól egészen 1938/39-ig viselte. 1940 körül ment nyugdíjba, s erősen megrendült egészsége miatt a kutatómunkát is abba kellett hagynia. (1926-ban Gyöngyös városa IV-404/a/220 10951/1926 szám alatt határozatot hozott, mely szerint szolgálati idejébe a nyugdíj számításához az előző állami és vármegyei szolgálatot is beszámítják.)
Fiai, Kázmér és Ernő szintén Gyöngyösön voltak közszolgálatban. Kázmér fia a II. világháborúban a Don-kanyarban harcolt, s 1950-ig haláláról nem jött értesítés. Ernő fia gyöngyösi számtiszt, fogalmazó, polgármesteri titkár, fogalmazó, majd aljegyző volt.
1949. február 1-jén, délutáni 8 órakor, gyöngyösi lakásán hunyt el. Az anyakönyvi bejegyzés szerint halálának oka „Dűlmirigy túltengés, szívgyengeség” volt.

## Művei

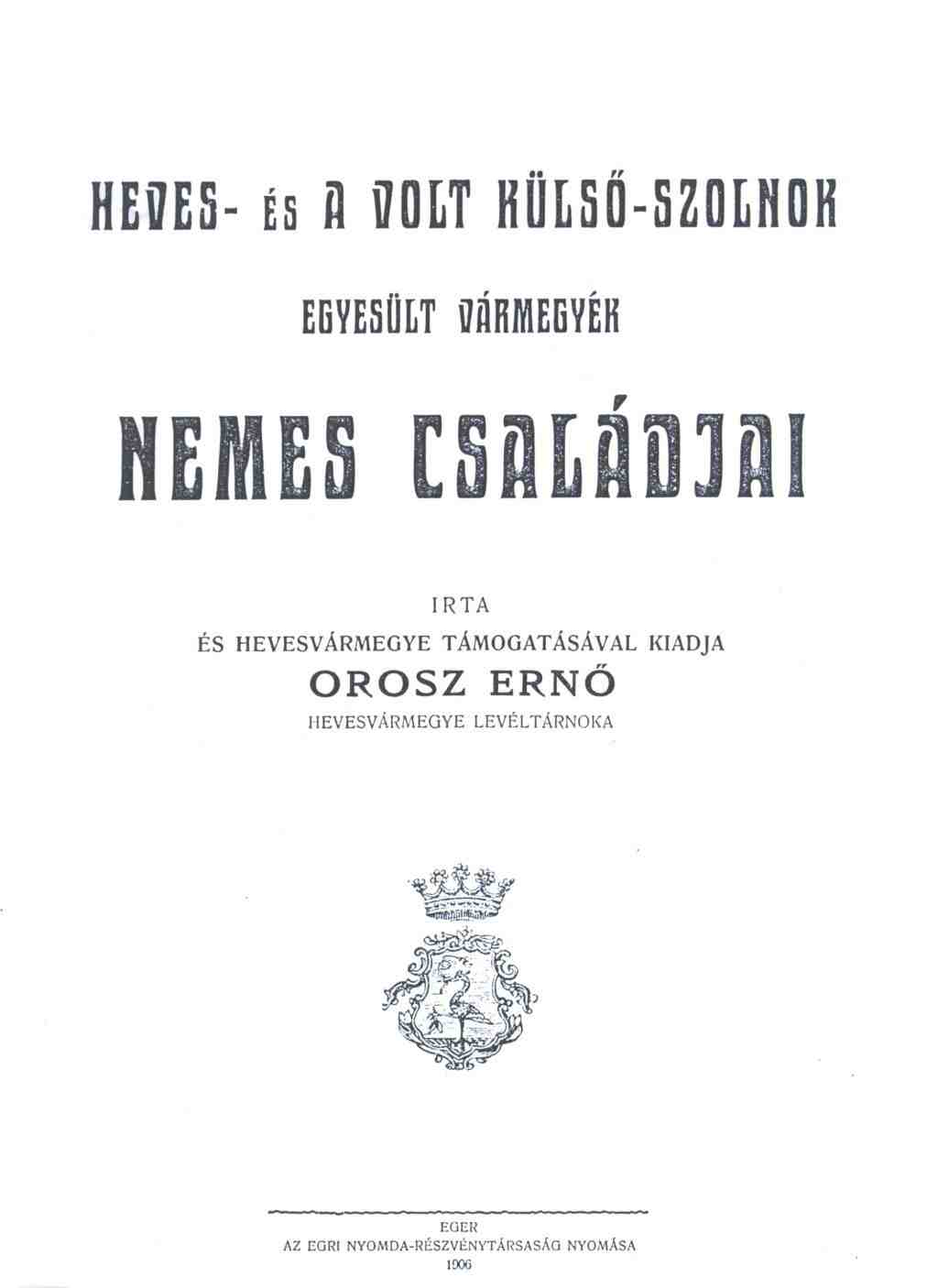
Orosz Ernő művének címlapja

- Heves vármegye nemes családjai. 1900
- Heves és a volt Külső-Szolnok egyesült vármegyék nemes családjai. Eger, 1906. (273 lapon mintegy 1500 családot tárgyal.)
- Jegyzék némely közlevéltárakban elhelyezett címeres nemeslevelekről. Turul, 25. évf.

## Forrás
- Szegedi László: Orosz Ernő (1869−1949) genealógus életútja. Valóság, 2019. 6. szám, 95−103. o.